# ISO 3166-2:NC
ISO 3166-2:NC is een ISO-standaard met betrekking tot de zogenaamde geocodes. Het is een subset van de ISO 3166-2 tabel, die specifiek betrekking heeft op Nieuw-Caledonië.
De gegevens werden tot op 26 november 2018 geüpdatet op het ISO Online Browsing Platform (OBP). Er worden geen deelgebieden gedefinieerd.
Volgens de eerste set, ISO 3166-1, staat NC voor Nieuw-Caledonië, het tweede gedeelte is een code bestaande uit één, twee of drie letters of cijfers en is bestemd voor het desbetreffende deelgebied.
Als overzees gebiedsdeel van Frankrijk is Nieuw-Caledonië daarnaast ook opgenomen met de code FR-NC als onderdeel van de subset ISO 3166-2:FR.